# Menyuan

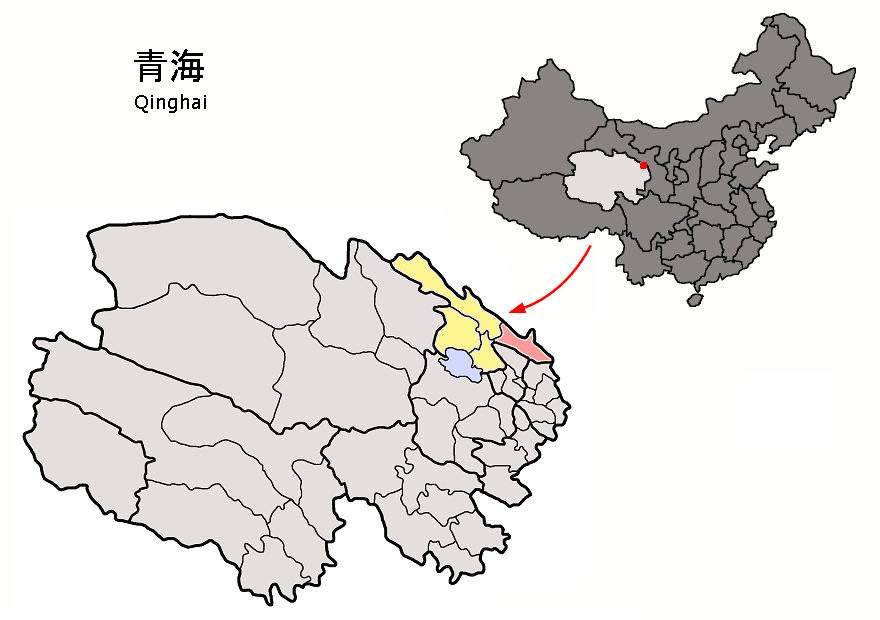
Lage Menyuans (rosa) in Haibei (gelb)

Der Autonome Kreis Menyuan der Hui (门源回族自治县,  Ményuán Huízú Zìzhìxiàn) ist ein autonomer Kreis der Hui des Autonomen Bezirks Haibei der Tibeter im Nordosten der chinesischen Provinz Qinghai. Er hat eine Fläche von 6.379 km² und zählt 138.335 Einwohner (Stand: Zensus 2020). Sein Hauptort ist die Großgemeinde Haomen (浩门镇).

## Administrative Gliederung
Auf Gemeindeebene setzt sich der Kreis aus vier Großgemeinden und acht Gemeinden (davon eine Nationalitätengemeinde der Mongolen) zusammen. Diese sind (Pinyin/chin.):
- Großgemeinde Haomen (浩门镇)
- Großgemeinde Dongchuan (东川镇)
- Großgemeinde Quankou (泉口镇)
- Großgemeinde Qingshizui (青石嘴镇)

- Gemeinde Zhugu (珠固乡)
- Gemeinde Xianmi (仙米乡)
- Gemeinde Beishan (北山乡)
- Gemeinde Yintian (阴田乡)
- Gemeinde Malian (麻莲乡)
- Gemeinde Xitan (西滩乡)
- Gemeinde Sujitan (苏吉滩乡)
- Gemeinde Huangcheng der Mongolen (皇城蒙古族乡)

## Ethnische Gliederung der Bevölkerung (2000)
Beim Zensus im Jahr 2000 hatte Menyuan 141.426 Einwohner.
| Name des Volkes | Einwohner | Anteil  |
| --------------- | --------- | ------- |
| Hui             | 60.880    | 43,05 % |
| Han             | 55.383    | 39,16 % |
| Tibeter         | 15.918    | 11,26 % |
| Tu              | 6.010     | 4,25 %  |
| Mongolen        | 2.992     | 2,12 %  |
| Salar           | 72        | 0,05 %  |
| Manju           | 56        | 0,04 %  |
| Dongxiang       | 29        | 0,02 %  |
| Zhuang          | 20        | 0,01 %  |
| Yugur           | 17        | 0,01 %  |
| Tujia           | 13        | 0,01 %  |
| Sonstige        | 36        | 0,03 %  |